# Oeneis sexpunctata
Oeneis sexpunctata är en fjärilsart som beskrevs av Felix Bryk 1930. Oeneis sexpunctata ingår i släktet Oeneis och familjen praktfjärilar. Inga underarter finns listade i Catalogue of Life.